# Hohenems-Münchener Handschrift A

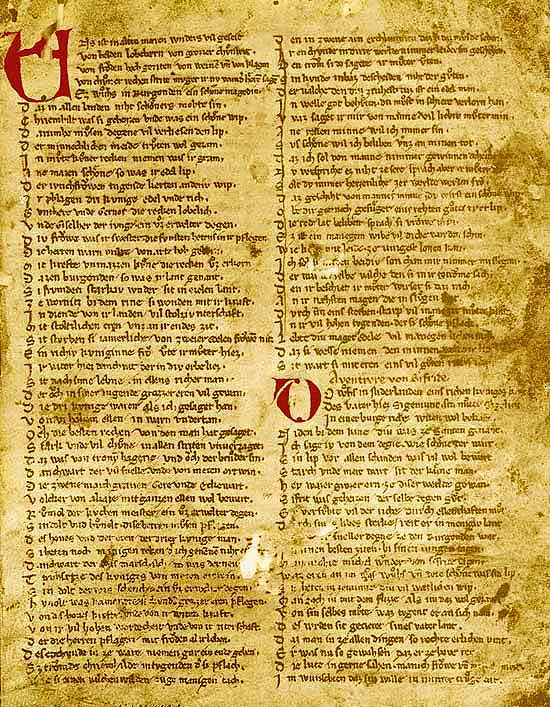
Fol. 1r mit Strophen 1,1 bis 25,3 der Hohenems-Münchener Handschrift A

Die Hohenems-Münchener Handschrift A ist eine Sammelhandschrift und enthält eine der drei bedeutendsten Abschriften des Nibelungenlieds.
Die Handschrift hat ihren Namen vom Fundort Hohenems und Aufbewahrungsort München. 
Sie enthält folgende Teile:
- das Nibelungenlied
- die Klage (A) und
- Das Buch der Vollkommenheit von Pseudo-Engelhart von Ebrach, außerdem
- einen Nachtrag eines schwäbischen Verfassers.

Sie wurde ungefähr im letzten Viertel des 13. Jahrhunderts geschrieben, der Sprache nach im alpenländischen Raum. Die Handschrift entdeckte der Oberamtmann Franz Josef von Wocher auf Veranlassung von Johann Jakob Bodmer am 9. September 1779 in der Bibliothek des Palast Hohenems. Er sandte den Band an Bodmer und berichtete dazu am 10. September: ...ich traf den ganzen beträchtlychen, nun bey nahe vermoderten Büchervorrath in zerschiedenen Haufen auf einander liegend an, und nach langem Durchwühlen glückte es mir endlich, das alte Gedicht: Das Liet der Nibelungen zu finden...
Zuvor hatte hier schon am 29. Juni 1755 Jacob Hermann Obereit die Nibelungenhandschrift C entdeckt.
Der letzte regierende Graf war Franz Wilhelm III. von Ems, dessen Enkelin Maria Walburga Erbgräfin Harrach-Lustenau-Hohenems schenkte die Handschrift 1807 zusammen mit der Donaueschinger Nibelungenhandschrift C ihrem Advokaten Michael Schuster aus Prag. Schuster verkaufte die jüngere Handschrift A 1810 an die königliche Hofbibliothek in München, heute Bayerische Staatsbibliothek. Dort wird sie seither unter der Signatur Cgm 34 verwahrt.
Das komplizierte Verhältnis der drei wichtigsten Textzeugen untereinander ist noch nicht endgültig geklärt. Karl Lachmann hielt diese Handschrift für die älteste und ursprünglichste und gab ihr darum den Buchstaben A. Heute jedoch geht die Forschung mehr davon aus, dass die St. Galler Handschrift B die ursprünglichere Fassung repräsentiert.
Im Jahre 2009 wurden alle drei Handschriften durch die UNESCO zum Weltdokumentenerbe erklärt.